# L'Équipe (chaîne de télévision)
La chaîne L'Équipe ou simplement L'Équipe, initialement L'Équipe TV puis L’Équipe 21 est une chaîne de télévision sportive nationale française appartenant au groupe Amaury Média lancée le 31 août 1998. Elle est rebaptisée L’Équipe 21, lors de son passage sur la TNT le 12 décembre 2012 à 18h puis devient La chaîne L'Équipe, le 3 septembre 2016. 

## Histoire

### 1998 - Le lancement
Le 31 août 1998, sous l'impulsion de Jean Hornain, le groupe Amaury lance la déclinaison télévisuelle du journal sportif L'Équipe. Le 15 mars 2012, à la suite de son appel à candidatures pour la diffusion de six chaînes nationales en haute définition sur la TNT, le CSA auditionne le projet du groupe Amaury. Le groupe présente son projet L'Équipe TV, renommé pour l'occasion L'Équipe HD. Le dossier est soutenu par le Comité national olympique et sportif français et les sociétés de courses hippiques au détriment de l'autre projet de chaîne sportive auditionnée, RMC Sport HD présenté par le concurrent NextRadioTV. Le 27 mars 2012, le CSA annonce la sélection du projet L'Équipe HD devant faire partie des six nouvelles chaînes de la TNT en Haute Définition. Le 25 juillet 2012, le CSA lui attribue le canal numéro 21 sur la TNT. Le Groupe Amaury décide d'intégrer ce nombre dans le nom de la chaîne, L'Équipe HD est alors renommée le 14 novembre 2012, L'Équipe 21.
La chaîne est lancée le 12 décembre 2012 à 18 h par Lionel Rosso et Gaëlle Millon. La chaîne bénéficie de synergies avec le journal L'Équipe dont elle partage les locaux à Boulogne-Billancourt, certains journalistes de ce dernier étant consultants pour la chaîne de télévision. En septembre 2013, la chaîne remanie sa grille des programmes. Ainsi, les week-ends, la chaîne lance une matinale présentée en direct et en plateau, ainsi que la tranche Samedi / Dimanche Live, la journée. En semaine, une nouvelle émission spécialisée dans le Football, Formule Foot est créée. L'émission de débat, Question de sport, est lancée et un magazine d'enquête, L'Équipe Investigation est programmé de manière événementielle.

### 2014 - L'ascension
En 2014, sous la direction de Xavier Spender la chaîne remanie sa grille de programme et devient, avec la diffusion de la cérémonie du FIFA Ballon d'or, la première chaîne de la TNT HD à franchir le million de téléspectateurs avec 1,2 million de téléspectateurs en moyenne[réf. nécessaire].
Depuis 2014, la chaîne propose une série de rendez-vous parmi lesquels :
- Sport Confidentiel : magazine de reportages consacré au sport présenté par Gaëlle Millon, en première partie de soirée.
- L'Équipe Type : émission football animée du lundi au jeudi par Jean-Christophe Drouet et du vendredi au dimanche par Pierre Nigay.
- On va s'en mêler : émission de rugby présentée par Benoit Cosset le dimanche à 17 h 45, avec des consultants tels qu'Éric Blanc, Daniel Herrero et Christophe Dominici.
- Prolongations : émission de basket présentée par Gaëlle Millon et Richard Dacoury le vendredi à 20 h 10.
- SportBuzz : magazine média-business présenté par Claire Arnoux le samedi à 12 h 30 entourée d'Étienne Moatti, Virgile Caillet et Sacha Nokovitch.
- Frères de Sport : documentaires produit par Bixente Lizarazu sur diverses disciplines. Chaque documentaire est suivi d'une émission ou d'un débat en plateau.
- Zap21 : le zapping des moments insolites de la semaine, présenté par Raphael Sebaoun.
- Le Sport fait sa Pub : magazine sur les meilleures publicités liées au sport présenté par Claire Arnoux.
- Ultimate Rush : soirée sports extrêmes présentée par Clio Pajczer les mardis soirs avec une collaboration sur les événements estampillés Red Bull.

### 2015 - De la chaîne d'information à la chaîne des retransmissions
Cyril Linette est nommé à la tête de la chaîne début 2015 et est chargé de faire progresser l'audience de la chaîne, avec pour objectif d'atteindre 1 % de part d'audience moyenne d'ici 2017 et l'équilibre financier en 2020. En janvier 2015, la chaîne annonce la diffusion en direct de l'intégralité de la saison 2015 de WRC, la retransmission du tournoi européen de Montpellier (20-21 septembre) et un match de gala organisé par Tony Parker. Le 2 mai 2015, L'Équipe 21 diffuse High Side, une émission moto de 26 minutes présentée par des journalistes du magazine Moto et Motards. En juin 2015, la chaîne retransmet la 79e édition du Tour de Suisse ainsi que la 1re édition des Jeux européens. À cette occasion, L'Équipe 21 réalise sa meilleure audience historique avec une PdA de 0,8 % sur les individus de 4 ans et +[réf. nécessaire].
En 2016, L'Équipe 21 évolue et décolle en termes d'audience, {{refnecen réalisant en janvier 2016 sa meilleure audience et en devenant la chaîne sportive de la TNT}}. Cependant, la chaîne ainsi que le journal L'Équipe se mettent en grève le 16 février 2016, en raison du plan de refonte éditorial mené par Cyril Linette. En cause, le plan de départs volontaires prévoyant le départ de 60 collaborateurs sur les 150 que compte alors la chaîne. L'objectif est de réduire le nombre d'émissions d'information au profit de plus nombreuses retransmissions en direct. Le 24 juillet 2016, la chaîne est cinquième de toutes les chaînes nationales grâce à la diffusion de la finale de football France-Italie avec l'équipe de France U19[réf. nécessaire]. Elle s'offre donc son record historique avec au moins 1 million de téléspectateurs devant le match et 2,3 % de part de marché dans la journée. Le CSA donne son aval le 8 juin 2016 afin que L'Équipe 21 change de dénomination pour devenir La chaîne L'Équipe, le 3 septembre à 14 h 30. Le groupe Amaury entend créer une marque unique autour des différents supports du groupe (presse, internet et télévision)[réf. nécessaire]. La chaîne change dès lors de grille des programmes. Seules les émissions L'Équipe Type, L'Équipe Enquête et L'Équipe du soir continuent à exister, cette dernière gagnant une première partie en access prime time[réf. nécessaire]. Du côté des retransmissions sportives, la chaîne annonce avoir acquis les droits du Tour d'Italie jusqu'en 2020 ainsi que d'un certain nombre de classiques italiennes dont le Milan-San Remo, de rencontres de Fédérale 1 de rugby, de la Coupe du monde de biathlon ainsi que des matches officiels et amicaux de l'AS Saint-Étienne, notamment de Ligue 1[réf. nécessaire][réf. nécessaire].
La retransmission du Tour d'Italie 2017 permet à la chaîne de battre des records d'audience; ainsi, la chaîne se classe 1re chaîne de France à l'arrivée de la 16e étape avec 1,1 million de téléspectateurs et bat son record d'audience historique avec 3,0 % de PDA pour la 18e étape le 26 mai 2017[réf. nécessaire]. Elle affiche, pour la dernière demi-heure de l'étape, une moyenne record de 17,5 % de PDA avec 1,4 million de téléspectateurs.
À partir de septembre 2018, La chaîne L'Équipe retransmet l'intégralité des matchs de la Ligue des nations, avec les meilleurs matchs sur son antenne, les matchs de l'équipe de France de football en différé et tous les autres matchs en direct sur la plateforme L'Équipe live, disponible sur le site web lequipe.fr. Le 3 décembre 2019, La chaîne L'Équipe lance la case L'Équipe Ciné, où sont proposés des films ayant pour thème le sport[réf. nécessaire]. Depuis, le rendez-vous est diffusé le soir où aucune retransmission sportive n'est possible, la case cinéma s'étant depuis lors élargie aux films d'action. À partir de septembre 2020, la chaîne retransmet en direct un match du championnat NFL (football américain) chaque dimanche puis un match de playoff par week-end en janvier 2021 et février 2021. Le 7 février 2021, le Super Bowl LV est retransmis en direct pour la 1re fois sur la chaîne. En 2020, La chaîne L'Équipe obtient la meilleure audience de son histoire avec une moyenne de 123 000 téléspectateurs, soit une augmentation de 10 % par rapport à 2019[réf. nécessaire]. L'Équipe d'Estelle (260 000 spectateurs), L'Équipe du soir (245 000) et La grande Soirée (225 000) sont les trois émissions qui récoltent le plus d'audience. Depuis février 2021, la chaîne diffuse chaque samedi soir des émissions (best-of) présentant des combats de MMA (Arts martiaux mixtes) s'étant déroulés dans le cadre de l'UFC. Ces diffusions remplacent les émissions de catch de la WWE diffusées depuis 2018.
Le 2 mars 2023, à la suite de la diffusion du match de demi-finale de coupe d'Espagne Real Madrid / FC Barcelone, la chaine enregistre un record d'audience historique pour un match de football avec 1,1 million de téléspectateurs soit 5,6 % de part d'audience faisant de la chaine, la quatrième chaine nationale. Le 29 octobre 2024, Le groupe L'Équipe annonce acquérir les droits du Championnat d'Italie de football, à raison de 2 matchs par journée, le premier choix pour les journées impaires et le deuxième choix lors des journées paires, ainsi que le troisième choix toutes les journées. Cette annonce vient achever un long flou autour de la diffusion puisque BeIn Sports (France) , l'ancien diffuseur de ce championnat a décidé de ne pas prolonger ce championnat à la fin du dernier cycle de droits. Cependant, à cause d'une plainte par DAZN, propriétaire des droits "domestiques" du championnat italien, pour concurrence déloyale, les 2 matchs sont par la suite diffusées uniquement sur la plateforme payante L'Équipe live foot. En effet, la chaine L'Équipe est diffusée en clair en Suisse où DAZN est accessible dans la région italienne du pays.
La chaine l’Équipe remporte ultérieurement les droits de diffusion des championnats Premier League de fléchettes[réf. nécessaire] et de Ligue de diamant d’athlétisme.

## Identité graphique

### Logos

Logo de L'Équipe TV du 31 août 1998 à septembre 2005, jusqu'à 1999 à l'antenne[N 1].
Logo à l'antenne de L'Équipe TV de 1999 à 2001.
Logo à l'antenne de L'Équipe TV de 2001 à 2005.
Logo de L'Équipe TV de 2005 au 12 décembre 2012.
Logo de L'Équipe HD (projet pour son lancement sur la TNT).
Logo de L'Équipe 21 du 12 décembre 2012 au 3 septembre 2016.
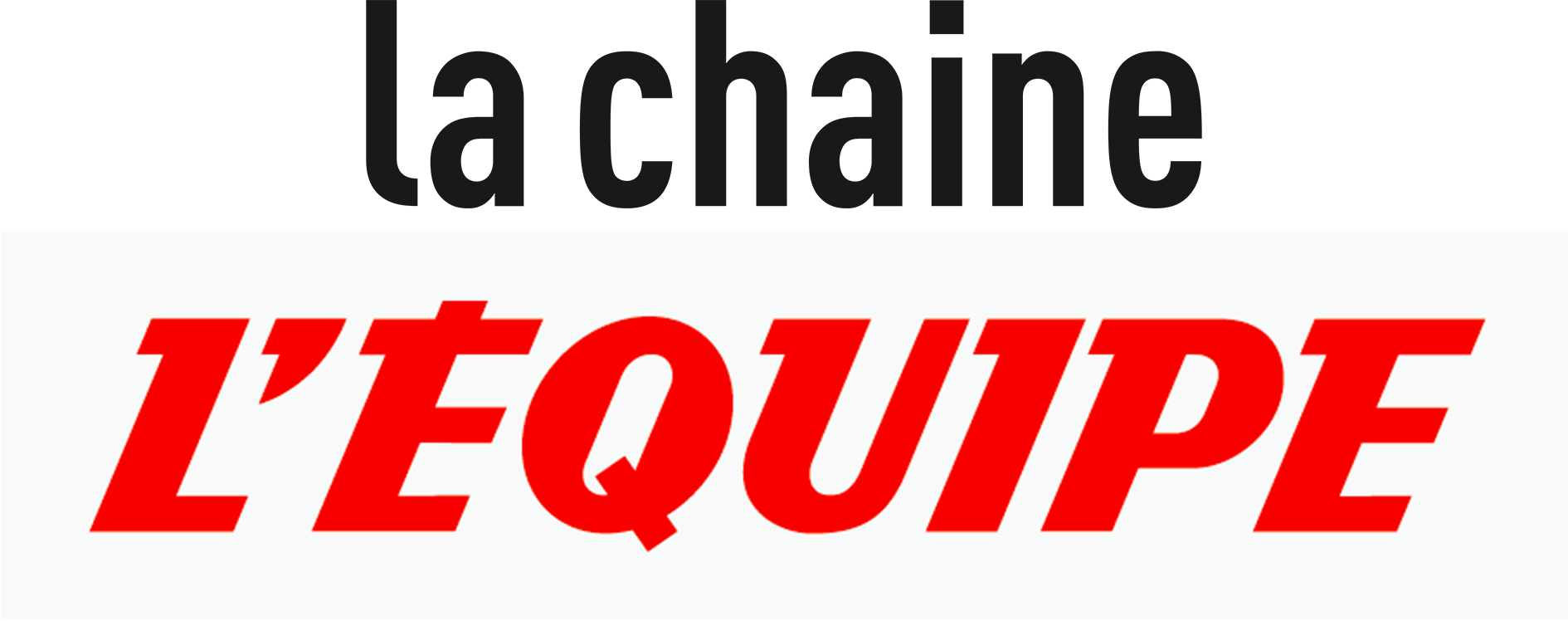
Logo de La chaîne L'Équipe depuis le 3 septembre 2016.

### Slogans
- « La première chaîne 100 % sport, 100 % gratuite. » (2012-2016) ;
- « L'ennui 0, L'Équipe 21. » (2012-2017) ;
- « 1re chaîne de sport en France. » (depuis 2017) ;
- « Tous unis par le sport. » (depuis 2018).

## Programmes
La chaîne L'Équipe propose une grille construite autour des événements sportifs en direct, l'information, les documentaires, les magazines et du cinéma (principalement de sport et d'action).

### Émissions
- L'Équipe actu : émission présentée par Messaoud Benterki
- L'Équipe de choc : émission décryptant l'actualité sportive présentée par France Pierron (depuis 2023)
- L'Équipe de Greg : émission décryptant l'actualité sportive du football présentée par Grégory Ascher (depuis 2021)
- La Grande Soirée : émission présentée par Messaoud Benterki commentant les grands matchs de Ligue 1, Ligue des champions, Ligue Europa ou Ligue Conférence sans images (depuis 2016 le dimanche soir et certains mardi et mercredi soir)
- L'Équipe du soir : émission décryptant l’actualité sportive présentée du lundi au vendredi par Olivier Ménard (depuis 2008) et par différents animateurs de la chaîne le dimanche soir
- Les Grands Live de L'Équipe : émission présentée par Messaoud Benterki qui encadre les retransmissions sportives en direct du weekend (depuis 2016)
- L'Équipe Enquête (depuis 2016)
- L'Équipe Explore (depuis 2023)
- 24 Minutes chrono : émission présentée par Messaoud Benterki (depuis 2023). Résumé des rencontres des éliminatoires de la zone Europe pour les Mondiaux et Euros.
- À toute allure ! : émission présentée par Anne-Sophie Bernadi (à partir du 21 mars 2025)

### Retransmissions sportives

#### Football
- Monde
  - Coupe du monde de football des moins de 20 ans (depuis 2023)
  - Coupe du monde de football des moins de 17 ans (depuis 2023)
  - Coupe des champions CONMEBOL–UEFA
- Amérique
  - Copa América
  - Copa Libertadores
  - les éliminatoires de la zone Amérique du Sud de la Coupe du monde 2026
- Afrique
  - Rencontres africaines lors des semaines internationales :
    - les éliminatoires de la zone Afrique de la Coupe du monde de football 2026
- Europe
  - Rencontres européennes lors des semaines internationales (2018-2026)[15], ce qui inclut :
    - les Éliminatoires du Championnat d'Europe de football en intégralité
    - les Éliminatoires de la zone Europe de la Coupe du monde de football 2026 en intégralité[16]
    - la Ligue des nations (2018-2026) : tous les matchs hors équipe de France (2022-2026)[réf. nécessaire]
    - les matches amicaux de sélections européennes

  - Championnat d'Europe espoirs
  - Championnat d'Europe des moins de 19 ans (depuis 2016)
  - Championnat d'Europe des moins de 17 ans (depuis 2016)
  - Championnat d'Europe féminin de football des moins de 17 ans
  - Championnat d'Europe féminin de football des moins de 19 ans
- France
  - Équipe de France espoirs (2023-2025)
- Espagne
  - Coupe du Roi (2020-2025)
  - Supercoupe d'Espagne de football (2020-2025)
- Allemagne
  - Coupe d'Allemagne de football (2021-2025)
- Italie
  - Coupe d'Italie de football : (depuis 2022)
  - Supercoupe d'Italie de football : (depuis 2024)
  - Championnat d'Italie de football : (depuis 2024)

#### Basket-ball
- Europe
  - Euroleague, 2021-2024
- France
  - Championnat de France, 2023-2024
  - Coupe de France de basket-ball, finale
  - Coupe de France féminine de basket-ball, finale
  - Équipe de France féminine de basket-ball : Matchs amicaux et de préparation (depuis 2023), matchs de qualification à l'Eurobasket 2025
  - Équipe de France masculine de basket-ball : Matchs amicaux et de préparation (depuis 2024)
  - Équipe de France masculine de basket-ball à trois

#### Handball
- France
  - Équipe de France féminine
  - Équipe de France masculine
  - Coupe de France masculine et féminine

#### Volley-ball
- Monde
  - Championnat du monde masculin
  - Championnat du monde féminin
  - Ligue des nations masculine
  - Ligue des nations féminine

- Europe
  - Championnat d'Europe masculin
  - Championnat d'Europe féminin

- France
  - Équipe de France masculine de volley-ball
  - Équipe de France féminine de volley-ball

#### Rugby
- Super League (rugby à XIII) (depuis 2020)
- Série mondiale masculine de rugby à sept (Sevens World Séries) (depuis 2024)
- Série mondiale féminine de rugby à sept (Sevens World Séries) (depuis 2024)
- Tournoi des Six Nations U20 (rugby à XV) (2023-2025)
- Coupe du monde U20 de rugby à XV (depuis 2024)
- Équipe de France de rugby à XV (tournée d'été) (depuis 2024)

#### Tennis
- Monde
  - Ultimate Tennis Showdown (depuis 2024)
- France France
  - Tournoi de tennis de Montpellier
  - Tournoi de tennis de Marseille

#### Tennis de table
- Europe
  - Top 16 européen de tennis de table (depuis 2025)

#### Athlétisme
- Monde 
  - Ligue de diamant : tous les meetings sauf Monaco (2020-2028)
  - World Athletics Continental Tour (2020-2028)
  - World Athletics Indoor Tour (2025-2028)
- France
  - Championnats de France d'athlétisme (2021-2028)
  - Meeting de Paris Indoor (2024-2028)
  - Meeting de Liévin (2024-2028)
  - Championnats de France de cross (2025-2028)
  - Championnat de France de trail (2025-2028)

#### Cyclisme
- Monde
  - Championnats du monde de cyclisme sur piste (2018-2024)[17]
  - Coupe du monde de cyclisme sur piste (2017-2024)[17]
  - Championnats du monde de VTT (2017-2024)[17]
  - Coupe du monde de VTT (2017-2024)
  - Championnats du monde de cyclo-cross (2017-2024)[17]
  - Coupe du monde de cyclo-cross (2017-2024)[17]
  - Championnats du monde de cyclisme urbain (2017-2024)[18]
  - Championnats du monde de BMX
  - Ligue des champions de cyclisme sur piste (depuis 2024)

- Europe
  - Championnats d'Europe de BMX

- Italie
  - Championnats d'Italie de cyclisme sur route (depuis 2017)

Grand Tour
- Italie
  - Tour d'Italie en intégralité (2017-2020)

UCI World Tour
- Australie
  - Tour Down Under (depuis 2017)[19]
  - Cadel Evans Great Ocean Road Race (depuis 2017)[19]

- Belgique
  - Circuit Het Nieuwsblad (depuis 2016)
  - À travers les Flandres (depuis 2015)
  - Gand-Wevelgem (depuis 2017)[19],

- Émirats arabes unis
  - Tour d'Abou Dabi (depuis 2017)[19]

- Italie
  - Strade Bianche (2017-2020)
  - Tirreno-Adriatico (2017-2020)[19]
  - Milan-San Remo (2017-2020)[19]
  - Tour de Lombardie (2017-2020)[19]

- Suisse
  - Tour de Romandie (depuis 2017)[19]
  - Tour de Suisse (depuis 2015)

UCI America Tour
- Canada
  - Tour d'Alberta (depuis 2016)

- États-Unis
  - Tour de l'Utah (depuis 2016)

UCI Asia Tour
- Émirats arabes unis
  - Tour de Dubaï (depuis 2017)[19]

UCI Europe Tour
- Belgique
  - Grand Prix de l'Escaut (depuis 2015)
  - Flèche brabançonne (depuis 2017)[19]
  - Brussels Cycling Classic (depuis 2017)[19]

- Espagne
  - Tour de Burgos (depuis 2017)

- France
  - Les Boucles Drôme-Ardèche,
  - Drôme Classic (depuis 2017)
  - Classic Sud Ardèche (jusqu'en 2017)
  - Boucles de la Mayenne (depuis 2017)
  - Étoile de Bessèges (depuis 2018)
  - Tour du Limousin-Nouvelle-Aquitaine (depuis 2018)
  - Tour de La Provence(depuis 2018)

- Grande-Bretagne
  - Tour de Grande-Bretagne (depuis 2014)

- Italie
  - Grand Prix de l'industrie et de l'artisanat de Larciano (depuis 2017)
  - Tour des Alpes (depuis 2017)
  - Coppa Agostoni (depuis 2017)
  - Coppa Bernocchi (depuis 2017)
  - Grand Prix Bruno Beghelli (depuis 2017)
  - Tour d'Émilie (depuis 2017)
  - Trois vallées varésines (depuis 2017)
  - Milan-Turin (depuis 2017)

- Norvège
  - Tour des Fjords (depuis 2015)
  - Tour de Norvège (depuis 2017)

- Hongrie
  - Tour de Hongrie

UCI World Tour féminin
- Australie
  - Cadel Evans Great Ocean Road Race (depuis 2017)

- Royaume-Uni
  - The Women's Tour (depuis 2017)

#### Ski alpin
- Monde
  - Coupe du monde de ski alpin : étapes françaises (2021-2025)
  - Championnats du monde de ski alpin (2025)

#### Biathlon
- Monde
  - Coupe du monde en intégralité (2015-2026)[20],[21]
  - Championnats du monde (2015-2026)[20]
  - Championnats du monde juniors (2015-2026)[20]

- Europe
  - Championnats d'Europe (2015-2026)[20]
  - IBU Cup (2015-2026)[20]

#### Judo
- Monde
  - Championnats du monde (depuis 2022)[22]

- Europe
  - Championnats d'Europe (depuis 2014)[23]
  - Championnats d’Europe des clubs [24]

#### Boxe
- Monde
  - Championnats du monde WBA, WBC, IBF, WBO

- Europe
  - Championnats d'Europe EBU[25],[26]

#### Sports mécaniques
- Monde
  - Rallye Dakar (à partir de 2024)
  - Formule E (depuis 2021)
  - 24 heures du Mans
  - 24 Heures Motos
  - Championnat du monde d'endurance moto (depuis 2018)
  - Championnat du monde d'endurance auto (depuis 2016)

#### Fléchette
- Premier League de fléchettes
- Championnat du monde de fléchettes

## Audience
| Année | Janvier | Février | Mars    | Avril   | Mai     | Juin   | Juillet | Août   | Septembre | Octobre | Novembre | Décembre | Moyenne annuelle |
| ----- | ------- | ------- | ------- | ------- | ------- | ------ | ------- | ------ | --------- | ------- | -------- | -------- | ---------------- |
| 2012  | N/A     | N/A     | N/A     | N/A     | N/A     | N/A    | N/A     | N/A    | N/A       | N/A     | N/A      | 0,2 %**  | 0,2 %**          |
| 2013  | 0,2 %** | 0,2 %** | 0,2 %** | 0,2 %** | 0,2 %** | 0,3 %  | 0,2 %** | 0,3 %  | 0,3 %     | 0,3 %   | 0,3 %    | 0,3 %    | 0,2 %**          |
| 2014  | 0,3 %   | 0,3 %   | 0,3 %   | 0,4 %   | 0,5 %   | 0,7 %  | 0,5 %   | 0,4 %  | 0,4 %     | 0,4 %   | 0,4 %    | 0,5 %    | 0,4 %            |
| 2015  | 0,5 %   | 0,4 %   | 0,5 %   | 0,5 %   | 0,5 %   | 0,8 %  | 0,5 %   | 0,6 %  | 0,6 %     | 0,5 %   | 0,5 %    | 0,7 %    | 0,6 %            |
| 2016  | 0,9 %   | 0,7 %   | 0,9 %   | 0,9 %   | 1,0 %   | 1,1 %  | 1,1 %   | 0,8 %  | 1,0 %     | 0,9 %   | 0,9 %    | 1,0 %    | 0,9 %            |
| 2017  | 1,1 %   | 1,1 %   | 1,0 %   | 0,9 %   | 1,7 %   | 1,1 %  | 0,9 %   | 1,4 %  | 1,1 %     | 1,0 %   | 1,1 %    | 1,1 %    | 1,1 %            |
| 2018  | 1,3 %   | 0,9 %   | 1,1 %   | 1,0 %   | 1,6 %   | 1,5 %  | 1,2 %   | 1,3 %  | 1,2 %     | 1,1 %   | 1,0 %    | 1,2 %    | 1,2 %            |
| 2019  | 1,2 %   | 1,2 %   | 1,5 %   | 1,2 %   | 1,6 %   | 1,3 %  | 1,1 %   | 1,4 %  | 1,4 %     | 1,2 %   | 1,3 %    | 1,5 %    | 1,4 %            |
| 2020  | 1,5 %   | 1,6 %   | 1,1 %,  | 1,1 %,  | 1,2 %,  | 1,2 %, | 1,2 %,  | 1,8 %  | 1,3 %     | 1,6 %   | 1,3 %    | 1,5 %    | 1,3 %            |
| 2021  | 1,6 %   | 1,8 %   | 1,5 %   | 1,3 %   | 1,5 %,  | 1,5 %, | 1,2 %   | 1,8 %  | 1,6 %     | 1,4 %   | 1,5 %    | 1,6 %    | 1,5 %            |
| 2022  | 1,7 %   | 1,3 %   | 1,5 %   | 1,3 %,  | 1,3 %,  | 1,8 %  | 1,2 %   | 1,7 %  | 1,6 %     | 1,3 %   | 1,5 %    | 1,8 %    | 1,5 %            |
| 2023  | 1,8 %,  | 1,8 %,  | 1,7 %   | 1,5 %,  | 1,5 %,  | 2,0 %* | 1,3 %   | 1,6 %, | 1,6 %,    | 1,3 %   | 1,6 %    | 1,5 %    | 1,6 %*           |
| 2024  | 1,8 %,  | 1,8 %,  | 1,5 %   | 1,4 %   | 1,3 %   | 1,5 %  | 1,3 %   | 0,9 %  |           |         |          |          |                  |

Source : Médiamétrie,
Légende :

* : maximum historique.
** : minimum historique.
Meilleur score mensuel de l'année.
Moins bon score mensuel de l'année.

### Records d'audience
La chaîne obtient des résultats positifs depuis le milieu de l'année 2015. Elle peut dès lors réaliser des journées à plus de 1 % de part d'audience en moyenne.
En janvier 2016, la chaîne réalise ses meilleurs résultats d'audience avec notamment la diffusion de la remise du Ballon d'or 2015 qui a réuni 1,2 million d'amateurs de football, soit 4,3 % du public, du tournoi de qualification olympique masculin pour les Jeux olympiques d'été de 2016 et de la Coupe du monde de biathlon 2015-2016[réf. nécessaire].
Le 6 avril 2016, la chaîne réalise sa deuxième meilleure journée en audience. Elle aura réuni en moyenne 1,4 % du public, alors que la moyenne en audience de la chaîne est de 0,9 % de part d'audience environ. Un pic d'audience à 614 000 téléspectateurs a été enregistré à 22 h 35 (fin du match de la Ligue des champions de l'UEFA entre le Paris Saint-Germain et Manchester City). La chaîne revendique également avoir réuni 220 000 téléspectateurs en moyenne avec le dispositif employé autour de ce match.
Le 24 juillet 2016, L'Équipe 21 réalise un nouveau record d'audience historique avec la diffusion de la finale de l'Euro U19 opposant la France à l'Italie qui a réuni 1 005 500 personnes soit 5,2 % de parts d'audience. Il y eut un pic à 1 388 000 personnes lors de la fin de rencontre. Ce soir là, L'Équipe 21 se classe cinquième chaîne nationale derrière France 3, TF1, France 2 et M6. Sur cette journée, L'Équipe 21 réalise une part d'audience moyenne à 2,3%.
Le 12 février 2017, à l'occasion des championnats du monde de Biathlon, la chaîne réalise une audience historique avec une moyenne de 1 200 000 personnes soit 8,9 % de parts d'audience devant la poursuite masculine et la victoire de Martin Fourcade. Un pic à 1,5 million de téléspectateurs a même été atteint en fin de course. La chaîne L'Équipe est alors ainsi la 3e chaîne nationale derrière TF1 et M6.
Le 24 mai 2017, la chaîne est 1re chaîne nationale au moment de l'arrivée de la 16e étape du Tour d'Italie. 1,1 million de téléspectateurs sont alors devant leur écran. Elle réalise alors la meilleure journée de son histoire avec 2,4 % de PDA. Ce record est battu deux jours plus tard, le 26 mai 2017 pour la 18e étape du Tour d'Italie, avec une part d'audience de 3,0 %. Elle affiche même, pour la dernière demi-heure de l'étape, une moyenne record de 17,5 % de PDA avec 1,4 million de téléspectateurs.
Le 2 septembre 2017, La chaîne L'Équipe signe sa meilleure journée historique avec une part d'audience de 3,4 % lors des championnats du monde de judo 2017 et notamment grâce au 9e sacre de Teddy Riner, la chaîne s'est alors classée deuxième chaîne nationale lors de son combat, avec en moyenne 1,6 million de téléspectateurs.
| N° | Date              | Programme                             | Compétition                                                        | Téléspectateurs | PDA    |
| -- | ----------------- | ------------------------------------- | ------------------------------------------------------------------ | --------------- | ------ |
| 1  | 17 octobre 2022   | Cérémonie du Ballon d'or 2022         | Cérémonie du Ballon d'or 2022                                      | 1 980 000       | 8,5 %  |
| 2  | 27 septembre 2019 | Serbie - France                       | Championnat d'Europe masculin de volley-ball 2019 (Demi-finale)    | 1 700 000       | 8,2 %  |
| 3  | 29 novembre 2021  | Cérémonie du Ballon d'or 2021         | Cérémonie du Ballon d'or 2021                                      | 1 600 000       | 6,6 %  |
| 4  | 2 septembre 2017  | Teddy Riner - David Moura             | Championnats du monde de judo 2017 (finale)                        | 1 600 000       | 3,4 %  |
| 5  | 21 janvier 2018   | Mass start masculine d'Antholz        | Coupe du monde de biathlon 2017-2018                               | 1 300 000       | 9 %    |
| 6  | 10 janvier 2016   | France - Russie                       | TQO de Volleyball des JO d'été de 2016 (Finale)                    | 1 224 000       | 7,9 %  |
| 7  | 13 janvier 2014   | Cérémonie du FIFA Ballon d'or 2013    | Cérémonie du FIFA Ballon d'or 2013                                 | 1 200 000       |        |
| 7  | 12 février 2017   | Poursuite masculine                   | Championnats du monde de biathlon 2017                             | 1 200 000       | 8,9 %  |
| 7  | 17 décembre 2017  | Mass start masculine du Grand-Bornand | Coupe du monde de biathlon 2017-2018                               | 1 200 000       |        |
| 7  | 3 décembre 2018   | Cérémonie du Ballon d'or 2018         | Cérémonie du Ballon d'or 2018                                      | 1 200 000       | 5,0 %  |
| 7  | 27 janvier 2019   | Mass start masculine d'Antholz        | Coupe du monde de biathlon 2018-2019                               | 1 200 000       | 9,1 %  |
| 12 | 13 mars 2016      | Mass start masculine                  | Championnats du monde de biathlon 2016                             | 1 100 000       | 7,4 %  |
| 12 | 27 mai 2017       | 20e étape                             | Tour d'Italie 2017                                                 | 1 100 000       | 10,5 % |
| 12 | 25 mars 2018      | Mass start masculine de Tioumen       | Coupe du monde de biathlon 2017-2018                               | 1 100 000       |        |
| 15 | 28 octobre 2024   | Cérémonie du Ballon d'Or 2024         | Cérémonie du Ballon d'Or 2024                                      | 1 080 000       | 5,6%   |
| 16 | 24 juillet 2016   | France - Italie                       | Championnat d'Europe de football des moins de 19 ans 2016 (finale) | 1 005 500       | 5,2 %  |

## Organisation

### Dirigeants
Directeur général de la SNC L'Équipe :
- 1998-2002 : Paul Roussel
- 2003-2008 : Christophe Chenut
- 2008-2014 : François Morinière
- 2014-2015 : Philippe Carli
- 2015-2018 : Cyril Linette
- 2018-2020 : Jean-Louis Pelé
- 2020-2023 : Laurent Prud'homme

Directeur de La chaîne L'Équipe :
- Avril 2005 - août 2015 : Xavier Spender
- Août 2015 - février 2016 : Fabrice Jouhaud
- Février 2016 - octobre 2018 : Arnaud de Courcelles
- Depuis janvier 2019 : Jérôme Saporito

Directeur des acquisitions : 
- Depuis février 2016 : Nicolas Manissier

## Journalistes et présentateurs

### Présentateurs
- Grégory Ascher
- Messaoud Benterki (depuis 2016) : Le Grand Live et L’Équipe du soir le dimanche[101].
- Benoit Cosset
- Estelle Denis (de 2017 à 2021)
- Olivier Ménard : L'Équipe du soir en semaine
- France Pierron[102] : rugby et L'Équipe Mercato l'été
- Candice Rolland
- Raphaël Sebaoun
- Éric Silvestro
- Julien Aliane

- Hafid Hibourg

### Journalistes
- Jean Hornain  (fondateur de L’Équipe 21 et ex-directeur)
- Olivier Ménard (L'Équipe du soir)
- Louis Pélissier (L'Équipe du soir)
- Oreste Gayraud (L'Équipe d'Estelle)
- Laurent Humbert
- Romain Jégou (L'Équipe d'Estelle)
- Redouanne Bennour
- Pierre Nigay (L'Équipe d'Estelle)
- Stéphanie Roque (JRI)
- Andréa Lebourgeois (JRI)
- Tangi Kerhoas (JRI)
- Pierre Esquer (JRI)
- Maël Seror (rédacteur en chef adjoint)

### Commentateurs
- Claire Bricogne
- Patrick Chassé
- Benoit Cosset
- Guillaume Claret
- Anne-Sophie Bernadi
- Jules-Édouard Moustic
- Nicolas Perthuis
- Hafid Ibourg

### Consultants
- Éric Blanc
- Alexis Bœuf
- Gévrise Émane
- Richard Dacoury
- Bernard Darniche
- Raymond Domenech
- Marie Dorin-Habert
- Rodolphe Gilbert
- Cyrille Guimard
- Franck Lagorce
- Franck Laffite
- Frédéric Lecanu
- Johan Micoud
- Cédric Pineau
- Raphaël Poirée
- Christophe Riblon
- Jean-Luc Robert
- Olivier Rouyer
- Bouabdellah Tahri
- Arnaud Tulipier
- Anthony Mahoungou

### Chroniqueurs
- Dave Appadoo
- Damien Degorre
- Alessandra Bianchi
- Erik Bielderman
- Thierry Bretagne
- Virgile Caillet
- Vincent Duluc
- Carine Galli
- Gilles Favard
- Florian Gazan
- Patrick Lemoine
- Bernard Lions
- Thierry Marchand
- Étienne Moatti
- Sacha Nokovitch (SportBuzz)
- Jean-Paul Ollivier (durant le Giro)
- Hervé Penot
- Yoann Riou
- Jean-Michel Rouet
- Grégory Schneider
- Dominique Séverac
- Mélisande Gomez
- Ambre Godillon
- Olivier Bossard
- Syanie Dalmat
- Camille Maccali
- Philippe Sanfourche
- Julien Aliane
- Pierre Bouby
- Ludovic Obraniak

### Anciens animateurs et consultants
- Andréa Decaudin
- Claire Arnoux (Bein)
- Patrice Boisfer (CNEWS)
- Pierre Berbizier
- Jean-François Bernard
- Éric Boyer
- Smaïl Bouabdellah
- Christian Califano
- Patrick Chêne
- Jean-Christophe Drouet
- Thomas Hugues (2017-2018) : L’Équipe Vintage
- Paul de Saint-Sernin
- Bertrand Latour
- Patrick Lafayette
- Renaud Longuèvre
- Gaëlle Millon
- Emmanuel Petit
- Marinette Pichon
- Jérôme Pineau
- Elodie Poyade
- Julie Raynaud
- Xavier Richefort (décédé)
- Stephen Roche
- Lionel Rosso
- Didier Roustan (décédé)
- Xavier Rivoire
- Perrine Storme
- Regis Testelin
- Philippe Vandel
- David Vengerder
- Damien Albessard
- Marc Libbra
- Christophe Dominici (décédé)
- David Cozette (L'Équipe de l'été en semaine)

## Diffusion
- TNT : Canal 21
- SFR : Canal 21 (en HD et SD)
- Bouygues Télécom : Canal 21 (en HD et SD)
- Freebox TV : Canal 21 (en HD et SD)
- La TV d'Orange : Canal 21 (en HD et SD)
- CanalSat : Canal 79 (HD sur Satellite, HD sur ADSL)
- Numericable ou SFR fibre : Canal 155
- TNT Sat : Canal 21
- Fransat : Canal 21 (en HD et SD)